# Langue des signes zimbabwéenne
La langue des signes zimbabwéenne (en anglais : Zimsign) est la langue des signes utilisée par les personnes sourdes et leurs proches du Zimbabwe.

## Histoire
Il existe des écoles pour enfants sourds depuis les années 1940.

### Constitution de Zimbabwe
La langue des signes, donc ici est la langue des signes zimbabwéenne, est notée dans la constitution du Zimbabwe en 2013 : 
 Chapitre 1 : Dispositions fondamentales, article 6 : Langue : « Les langues suivantes, à savoir le chewa, le chibarwe, l'anglais, le kalanga, le koisan, le nambya, le ndau, le ndebele, le shangani, le shona, la langue des signes,  le sotho, le tonga, le tswana, le venda et le xhosa, sont les langues officiellement reconnues du Zimbabwe. ».

## Caractéristiques
Selon la classification de Wittmann, ainsi que la fiche de la langue des signes américaine d'Ethnologue, Languages of the World, la langue des signes zimbabwéenne a été influencée par la langue des signes américaine.
La fiche langue de la langue des zignes zimbabwéenne d'Ethnologue indique des relations possibles avec les langues des signes allemande, irlandaise, australienne, britannique et sud-africaine.
Différents dialectes existent en fonction des différentes écoles, comme pour l'école pour sourds de Masvingo, et la langue des signes utilisée par les adultes en dehors des écoles est aussi différente. Certains éducateurs souhaitent une normalisation.
L'alphabet manuel utilisé pour l'orthographe anglaise est peut-être liée à la langue des signes sud-africaine.

## Utilisation
La connaissance de l'anglais écrit est meilleure chez certains sourds que chez d'autres, mais est en général limitée, tout comme la connaissance du shona, qui est principalement connu par les enfants allant à l'école de Masvingo.
La télévision zimbabwéenne propose des programmes adaptés aux sourds.
Les sourds ont une forte identité communautaire, ils concentrent leurs vies autour des réseaux et des activités sociales sourdes.